# 選挙演説

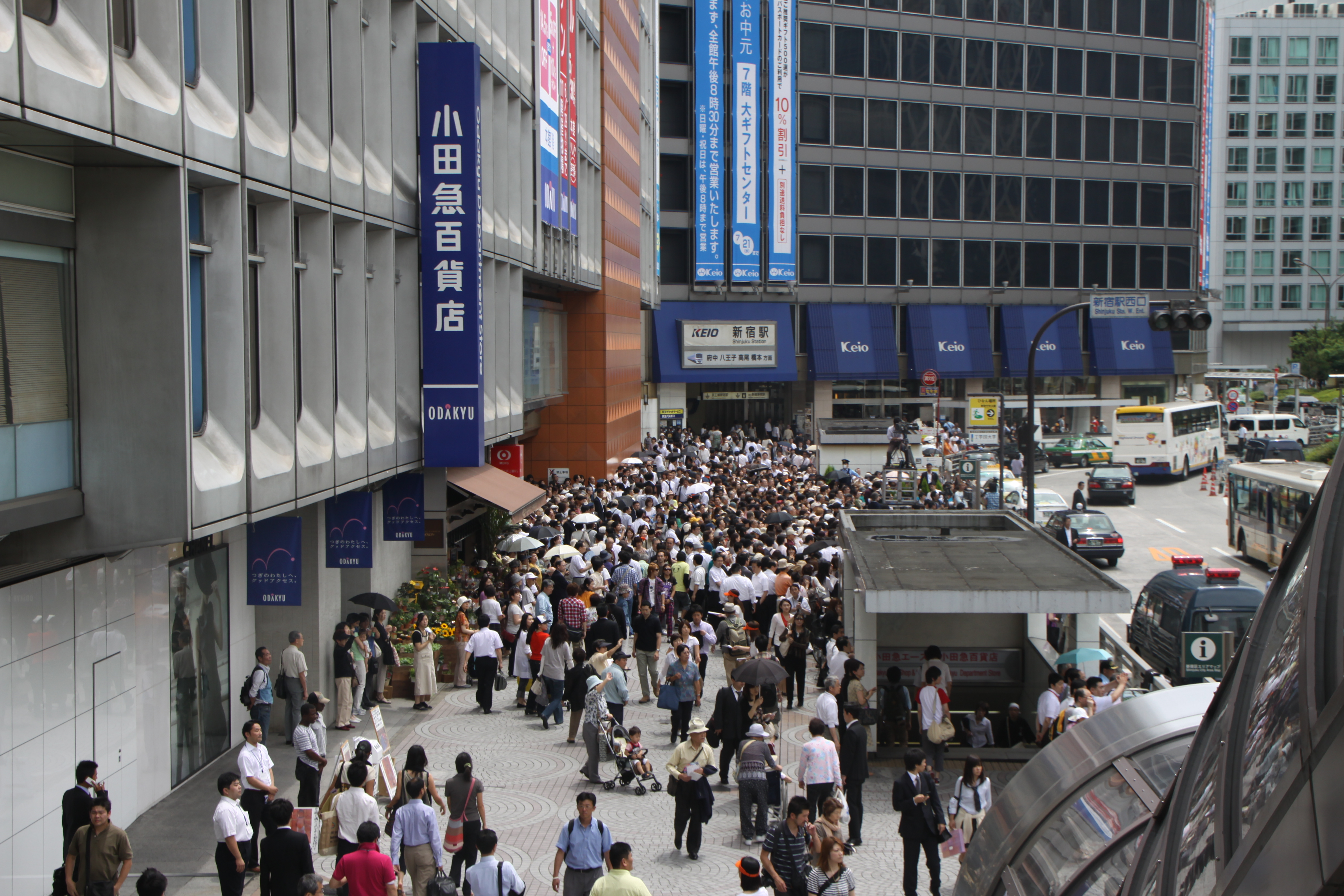
街頭演説会の様子

選挙演説（せんきょえんぜつ）とは、選挙期間中に立候補者などが自らの公約などを有権者に伝えるために行われる演説。

## 立会演説会
複数の候補者が同じ会場で同時刻にやる演説会のこと。時間の制約がある学校の生徒会選挙などはこれが主流。
日本の政治家の選挙においては、1949年1月の第23回衆議院議員総選挙で初めて実施された。1950年には衆議院議員と参議院地方区選出議員と都道府県知事の選挙について義務化された。そして1951年と1952年の法改正により、市町村長と都道府県議会議員、五大市の市議会議員について、条例により立会演説会を開催できるものとした（任意制公営立会演説会）。
しかし、聴衆者の参加率の低下、やじによる悪質な演説妨害、代理演説の濫用などが問題となるにつれ、廃止論が持ち上がる。1983年11月28日の参議院本会議で廃止法案が可決され、立会演説会制度は廃止された。

## 公開討論会
1996年2月8日、京都市長選挙の候補者3人による講演会が行われた。この講演会が現在の公開討論会のさきがけと言われている。講演会を仕掛けたのは当時立命館大学法学部の学生だった泉健太。泉は京都市内8大学の学生約50人とともに実行委員会「市長候補を知る '96京都」を結成し、「中立」を旗印に掲げ討論会を実現させた。
そしてちょうど京都市長選の講演会が行われていた頃、公開討論会の運営をサポートするNGO「リンカーン・フォーラム」が小田全宏によって設立された。同団体のサポートの下、立会演説会に代わるものとして、現在全国各地で公開討論会が企画されている。公職選挙法の規制を受けないために選挙期間前に行われることが多い（選挙期間中は、次項の個人演説会を合同で開くことで立会演説会の代わりにできるが、実施例は少ない）。

## 個人演説会
単独の候補者が体育館、講堂、貸し会議室、公園などを借りて行う演説会。屋内開催ならば、拡声器規制による時間制限が無いため主に夜に開催される。但し、会場が閑散としていると見映えが悪く、行えるのはある程度の有権者を動員できる候補者に限られてくる。
複数候補が合同で開催し、立会演説会の代わりとすることもあるが、告示前の公開討論会に比べ、実施例は少ない。また、合同演説会は必ず候補者および所属政党・政治団体・確認団体主催でなければならず、第三者が合同演説会の開催者となることはできない（公職選挙法第164条の3第2項）。

## 街頭演説会
個人演説会のような屋内ではなく、屋外で行う演説会。ハードルが低く、資力がなくても候補者なら誰でも行える。拡声器規制のため、声を出して行える時間帯は午前8時から午後8時までに限られる。なお、候補者に対して妨害行為を行うと公職選挙法第225条の選挙の自由妨害罪が適用され、訴追されると4年以下の懲役若しくは禁錮又は100万円以下の罰金の刑事罰になる可能性がある。駅前や路上で行うと人、車ともに交通規制が行われることがある。

## 日本における選挙演説
日本においては、1890年に初めての選挙として第一回の「衆議院議員総選挙」が実施された。戦前は、選挙演説において藩閥政府ないし国権派から民権派政党への弾圧・選挙妨害の一環として選挙演説の妨害が起こっただけでなく、政党政治の時代に入っても政権与党から警察を利用しての野党に対する選挙妨害、政党相互間での壮士らによる妨害が起こった。とくに1880年制定の集会条例においては、政治集会には警官が派遣されることもあり、演説中に内容に問題があると判断されれば警官は弁士らであっても退去を命じたり、従わなければ集会の解散を命じることもできた。これに基づいて、警官は演説の中止を命じることもあり、これは大きな問題であった。
戦後は集会条例は廃止され、また、当初は戦後民主化による選挙活動の自由化の下で選挙活動の中でも演説の比重は高かったものの、政党選挙の進展・強力化にともない、次第に演説妨害そのものよりも、買収や候補者個人に関するデマの流布、選挙運動員に対する直接的な妨害等がより主要な問題となっていった。しかし、近年、SNSの普及に伴い、動画撮影発信による再生回数稼ぎを狙った話題づくりのためのものではないかと思われる、新たなタイプの選挙演説の妨害活動も見られ、問題となっている。とくに、2024年衆議院東京都第15区補欠選挙における「つばさの党」関係者による他候補の選挙演説に対する妨害は逮捕者も出て、大きな問題となった。